# Coelorinchus innotabilis
Coelorinchus innotabilis és una espècie de peix de la família dels macrúrids i de l'ordre dels gadiformes.

## Morfologia
Els adults poden atènyer fins a 32 cm de llargària total.

## Alimentació
Menja gastròpodes, bivalves, poliquets i crustacis.

## Hàbitat
És un peix d'aigües profundes que viu entre 554-1463 m de fondària.

## Distribució geogràfica
Es troba a Austràlia i Nova Zelanda.